# Патус-ду-Пиауи
Патус-ду-Пиауи (порт. Patos do Piauí) — муниципалитет в Бразилии, входит в штат Пиауи. Составная часть мезорегиона Юго-восток штата Пиауи. Входит в экономико-статистический микрорегион Алту-Медиу-Канинде. Население составляет 6105 человек на 2010 год. Занимает площадь 751,598 км². Плотность населения — 8,12 чел./км².

## Демография
Согласно сведениям, собранным в ходе переписи 2010 г. Национальным институтом географии и статистики (IBGE), население муниципалитета составляет:
| Полное население                               | Полное население                               | Полное население                               | Полное население                               | 6105  |
| ---------------------------------------------- | ---------------------------------------------- | ---------------------------------------------- | ---------------------------------------------- | ----- |
| в том числе:                                   | Городское население                            | 1689                                           | Процент городского населения, %                | 27,67 |
|                                                | Сельское население                             | 4416                                           | Процент сельского населения, %                 | 72,33 |
|                                                | Мужское население                              | 3093                                           | Процент мужского населения, %                  | 50,66 |
|                                                | Женское население                              | 3012                                           | Процент женского населения, %                  | 49,34 |
| Плотность населения, чел/км²                   | Плотность населения, чел/км²                   | Плотность населения, чел/км²                   | Плотность населения, чел/км²                   | 8,12  |
| Население муниципалитета в % к населению штата | Население муниципалитета в % к населению штата | Население муниципалитета в % к населению штата | Население муниципалитета в % к населению штата | 0,20  |

По данным оценки 2016 года, население муниципалитета составляет 6257 жителей.

## Статистика
- Валовой внутренний продукт на 2003 год составляет 8 262 631,00 реалов (данные: Бразильский институт географии и статистики).
- Валовой внутренний продукт на душу населения на 2003 год составляет 1442,25 реалов (данные: Бразильский институт географии и статистики).
- Индекс развития человеческого потенциала на 2000 год составляет 0,579 (данные: Программа развития ООН).